# John Harold Clapham

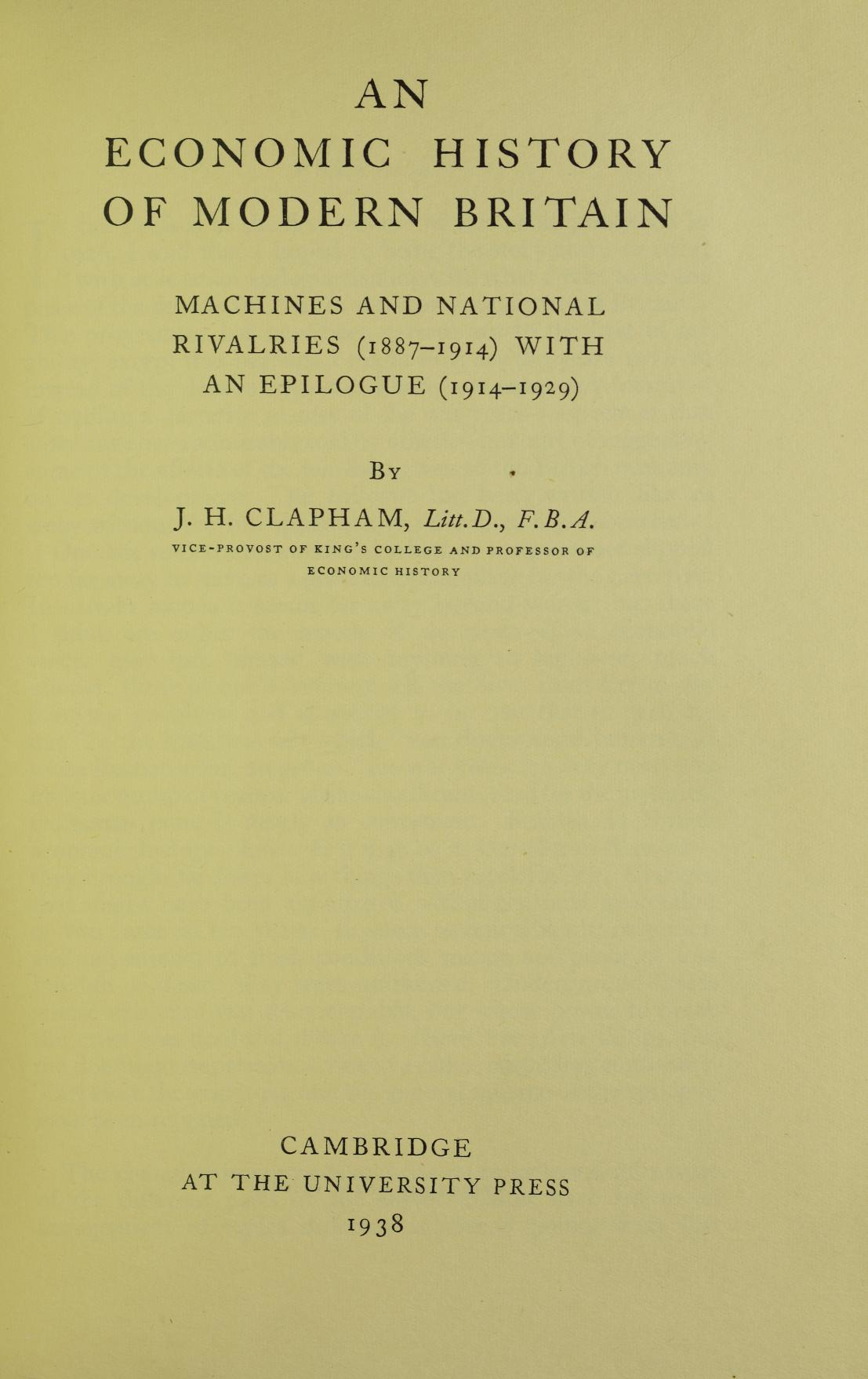
Machines and national rivalries, 1938

Sir John Harold Clapham, CBE, FBA (* 13. September 1873 in Salford, Lancashire; † 29. März 1946) war ein britischer Wirtschaftshistoriker und Hochschullehrer, der Wirtschaftsgeschichte als eigenständiges Studiengebiet im Vereinigten Königreich begründete.

## Biografie
Der Sohn eines Juweliers und Anhängers der Wesleyanischen Kirche studierte nach der Schulausbildung an der The Leys School sowie dem King’s College in Cambridge, das er 1895 summa cum laude im Fach Geschichte abschloss. Für sein herausragendes erhielt er 1896 ein Lightfoot-Stipendium für Kirchengeschichte und wurde nach der Verleihung des Prince Consort Prize 1897 Fellow des King’s College. Während dieser Zeit wurde er maßgeblich beeinflusst von Alfred Marshall, dem einflussreichsten Nationalökonomen seiner Zeit.
1902 begann er seine berufliche Laufbahn mit der Berufung zum Professor für Ökonomie an der University of Leeds, wo er bereits seinen Ruf als Pionier der Wirtschaftsgeschichte begann. 1908 wurde er zum Dekan des King’s College und blieb diesem danach von 1913 bis 1928 als Tutor verbunden. Neben dieser Tätigkeit war er zwischen 1916 und 1918 Mitglied des Dringlichkeitsausschusses des Board of Trade. Im Anschluss wurde er 1918 Commander of the British Empire.
1928 wurde er zum ersten Professor für Wirtschaftsgeschichte an die Cambridge University berufen und übte diese Lehrtätigkeit bis 1938 aus. Zu seinen Studenten gehörte unter anderem Hrothgar John Habakkuk. Zwischenzeitlich war er zugleich von 1933 bis 1943 Vize-Provost des King’s College. Daneben war er von 1940 bis zu seinem Tode 1946 Präsident der British Academy. Darüber hinaus wurde er 1941 Herausgeber der Studies in Economic History sowie des ersten Bandes der epochalen Cambridge Economic History of Europe.
Für seine Verdienste wurde er 1944 als Knight Bachelor in den Ritterstand erhoben und führte fortan den Namenszusatz „Sir“.
Nach dem Zweiten Weltkrieg wurde er 1945 von Premierminister Clement Attlee zum Vorsitzenden des Komitees für Wirtschaftsstudien und Empirische Sozialforschung ernannt. Die von diesem Komitee gemachten Empfehlungen, die allerdings erst nach Claphams Tod veröffentlicht wurden, wurden von der Regierung angenommen und umgesetzt.

## Ansichten und Veröffentlichungen
Neben seiner Lehrtätigkeit verfasste er zahlreiche Fachbücher. Dabei waren viele seiner Schriften dadurch geprägt, dass er weitgehend desinteressiert an der Rolle von Ideen war und in seinem berühmten Essay Of Empty Boxes 1922 die Theorie und Analysen überholter Überprüfungen angriff.
Während der 1930er und 1940er Jahre, als es unter Historikern und Sozialwissenschaftlern zu Unstimmigkeiten von Methoden und Bedeutung kam, fuhr er fort die Geschichte von Institutionen auf Ansammlungen wirtschaftlicher Daten zu unterstützen. In seiner zwischen 1926 und 1938 erschienenen monumentalen dreibändigen Economic History of Modern Britain verfolgte er mit Bewunderung die Errungenschaften des freien Unternehmertums des 19. Jahrhunderts zurück.
Obwohl er zwar persönliches Verständnis für die wirtschaftlich Benachteiligten hatte, schrieb er doch nur wenig über diese und noch weniger über die Ursachen ihrer Benachteiligung. Seine Ansichten über Wirtschaftsgeschichte als die „Geschichte wie Männer sich am Leben hielten und zwar so komfortabel wie es nur geht“ (story of how men have kept alive and as comfortable as might be) beherrschte die Praxis der Wirtschaftsgeschichte an der Cambridge University bis in die neuere Zeit.
Zu seinen wichtigsten Veröffentlichungen gehören:
- The Causes of the War of 1792 (1889)
- The Woolen and Worsted Industries (1907)[3]
- The Abbé Sieyès: An Essay in the Politics of the French Revolution (1912)
- The Economic Development of France and Germany, 1815–1914 (1921)
- An Economic History of Modern Britain, 3 Bände (1926–38)
- The Bank of England, A History, ISBN 0-521-04662-9 (1944)
- A Concise Economic History of Britain, from the Earliest Times to 1750 (1949)

Von ihm stammte auch das Zitat „Economic advance is not the same thing as human progress“ (Wirtschaftlicher Fortschritt ist nicht derselbe wie der menschliche Fortschritt).